# أوتو داهل
أوتو داهل (بالنرويجية البوكمول: Otto Dahl)‏ هو سياسي نرويجي، ولد في 16 يونيو 1914 في هامار في النرويج، وتوفي في 16 يناير 1978. حزبياً، نشط في حزب العمال. وقد انتخب عضو برلمان النرويج ‏.